# Pech-Luna
Pech-Luna – miejscowość i gmina we Francji, w regionie Oksytania, w departamencie Aude.
Według danych na rok 1990 gminę zamieszkiwały 93 osoby, a gęstość zaludnienia wynosiła 14 osób/km² (wśród 1545 gmin Langwedocji-Roussillon Pech-Luna plasuje się na 808. miejscu pod względem liczby ludności, natomiast pod względem powierzchni na miejscu 927.).